# Монтеррейський трамвай
Монтеррейський трамвай — трамвайна система, що діяла в місті Монтеррей від 1883 до 1932 року.

## Історія
1883 року запущено перші трамваї, запряжені мулами, розробником була компанія Ferrocarril Urbano. 1887 року північноамериканська компанія Ferrocarril de Monterrey y Topo-Chico відкрила лінію залізниці з центру Монтеррея на північ, у Топо-Чіко.
16 травня 1905 року в Торонто засновано компанію Monterrey Railway, Light & Power Co., яка викупила монтеррейські кінні залізниці, і розпочала будівництво мережі електричних трамваїв. 25 липня 1907 року відбулося відкриття першої (приміської) лінії електричного трамваю з центру Монтеррея в Топо-Чіко. Крім приміської лінії в Монтерреї пізніше було розвинено мережу міських трамваїв. 10 березня 1908 року відкрито лінію, що з'єднувала східну частину міста із західною. 1924 року в Монтерреї було 37 км трамвайних колій, якими курсувало 29 вагонів. 1930 року трамваї передано Sociedad Cooperativa de Tranviarios y Autobuseros de Monterrey, підприємству автомобільного транспорту, спеціалізацією якого було обслуговування міських та приміських автобусних маршрутів.
30 травня 1932 року рух трамваїв припинено.